# Thi. Ka. Sivasankaran
Thi . Ka . Sivasankaran o T. K. Sivasankaran (en tamil: . . தி க சிவசங்கரன் , 30 de marzo de 1925 - 26 de marzo de 2014 ), fue un escritor tamil y crítico de Tamil Nadu, India. Fue conocido popularmente por sus iniciales tamiles como Thi. Ka. Si.
Sivasankaran nació en Tirunelveli. Sus obras fueron publicadas por primera vez en la revista literaria Grama oozhiyan en 1947. Era marxista por la orientación política y un miembro del Partido Comunista de la India (CPI). Era influyente en la revista literaria de fiesta Thamarai. Fue amigo y contemporáneo de los escritores socialistas como Vallikannan y T. M. Chidambara Ragunathan. Durante sus años en Thamarai, jugó un papel decisivo en el descubrimiento y el fomento de nuevos escritores como Prapanchan, D. Selvaraj, Poomani, Vannadhasan, Tamil Nadan y Jayanthan. En 2000, fue galardonado con el Premio de Sahitya Akademi para Tamil por su crítica literaria Vimarsanangal Mathippuraikal Pettikal (lit. Críticas , reseñas y entrevistas). En 2008, una película documental sobre él fue exivida por el Chennai Tamil Koodam. En 2010, se anunció la formación de un fondo de caridad en su nombre en la Universidad Thanjavur Tamil. Fue el padre del escrito tamil, Vannadhasan.

## Premios y reconocimientos
- Sahitya Akademi Award (2000)
- Premio literario Gobierno de Tamil Nadu (2002)
- Premio Bharathi Ilakkiya
- Premio Lilly Deivasigamani Literario Fideicomiso
- Premio peravai Tamil Sanror